# 关于防止和惩处侵害应受国际保护人员包括外交代表的罪行的公约
关于防止和惩处侵害应受国际保护人员包括外交代表的罪行的公约，简称外交官保护公约（英語：Protection of Diplomats Convention），是1973年联合国制订的国际公约。公约订于美国纽约，于1977年2月20日生效，保存人是联合国秘书长。

## 背景
各缔约国念及联合国宪章关于维持国际和平和促进各国友好关系及合作的宗旨和原则；认为侵害外交代表和其他应受国际保护人员的罪行危害到这些人员的安全，构成正常国际关系的维持的严重威胁，制订本公约各条款。

## 内容
公约（第1条）定义“应受国际保护人员”包括：
1. 在他国境内的国家元首、政府首长、外交部长以及随行家属；
2. 受国际法特别保护的一国或政府间国际组织的任何代表、官员、代理人，以及家属。

公约（第2条）规定缔约国应将下列罪行定为其国内法上的罪行，并应处以惩罚：
1. 故意对应受国际保护人员进行谋杀、绑架或其他侵害人身自由行为；
2. 故意对应受国际保护人员的馆舍、寓所或交通工具进行暴力攻击；
3. 故意威胁进行任何这类攻击；
4. 故意进行任何这类攻击未遂；
5. 故意参与任何这类攻击为从犯。

公约还对管辖权、引渡、争端仲裁等做了规定。